# Lương Hòa, Châu Thành (Trà Vinh)
Lương Hòa là một xã cũ thuộc huyện Châu Thành, tỉnh Trà Vinh, Việt Nam.

## Địa lý
Xã Lương Hòa nằm ở phía tây bắc huyện Châu Thành, cách trung tâm huyện 11 km, có vị trí địa lý:
- Phía đông giáp thành phố Trà Vinh
- Phía tây giáp xã Song Lộc
- Phía nam giáp xã Lương Hòa A
- Phía bắc giáp huyện Càng Long và xã Nguyệt Hóa.

Xã Lương Hòa có diện tích 22,98 km², dân số năm 2019 là 11.341 người, mật độ dân số đạt 494 người/km².

## Hành chính
Xã Lương Hòa được chia thành 7 ấp: Ba Se A, Ba Se B, Bình La, Bót Chếch, Ô Chích A, Ô Chích B, Sâm Bua.

## Lịch sử
Trước đây, Lương Hòa là một xã thuộc huyện Càng Long.
Ngày 29 tháng 9 năm 1981, Hội đồng Bộ trưởng ban hành Quyết định 98-HĐBT về việc thành lập huyện Châu Thành trên cơ sở tách xã Lương Hoà, Nguyệt Hoá của huyện Càng Long.
Ngày 18 tháng 7 năm 2002, Chính phủ ban hành Nghị định 70/2002/NĐ-CP về việc:
- Thành lập phường 8 thuộc thị xã Trà Vinh trên cơ sở điều chỉnh 123,7 ha diện tích tự nhiên và 2.534 nhân khẩu của xã Lương Hoà
- Thành lập phường 9 thuộc thị xã Trà Vinh trên cơ sở điều chỉnh 276,46 ha diện tích tự nhiên và 2.486 nhân khẩu của xã Lương Hoà.

Sau khi điều chỉnh địa giới hành chính, xã Lương Hoà còn lại 4.574,44 ha diện tích tự nhiên và 18.108 nhân khẩu.
Ngày 10 tháng 12 năm 2003, Chính phủ Việt Nam ban hành Nghị định số số 157/2003/NĐ-CP về việc thành lập xã Lương Hoà A thuộc huyện Châu Thành trên cơ sở điều chỉnh 2.348,77 ha diện tích tự nhiên và 8.557 nhân khẩu của xã Lương Hoà.
Sau khi điều chỉnh địa giới hành chính thành lập xã Lương Hoà A, xã Lương Hoà còn lại 2.226,25 ha diện tích tự nhiên và 9.993 nhân khẩu.